# Ungdomsvärldsmästerskapen i friidrott 2013
Ungdomsvärldsmästerskapen i friidrott 2013 hölls i Donetsk, Ukraina, den 10–14 juli 2013. Tävlingen var öppen för de som fyller 16 eller 17 år senast den 31 december det år tävlingarna hålls.